# Saint-Brice (Orne)
Saint-Brice – miejscowość i gmina we Francji, w regionie Normandia, w departamencie Orne.
Według danych na rok 1990 gminę zamieszkiwały 203 osoby, a gęstość zaludnienia wynosiła 44 osoby/km² (wśród 1815 gmin Dolnej Normandii Saint-Brice plasuje się na 683. miejscu pod względem liczby ludności, natomiast pod względem powierzchni na miejscu 916.).